# Куко-Гутянська сільська рада
Куко-Гутянська сільська рада — колишня адміністративно-територіальна одиниця та орган місцевого самоврядування у Городницькому і Ємільчинському районах Волинської і Коростенської округ, Київської та Житомирської областей Української РСР з адміністративним центром у селі Кука-Гута.

## Населені пункти
Сільській раді на час ліквідації були підпорядковані населені пункти:
- с. Дмитрівка
- с. Кука-Гута

## Населення
Кількість населення ради, станом на 1923 рік, становила 550 осіб, кількість дворів — 73.
Кількість населення сільської ради, станом на 1924 рік, становила 767 осіб.

## Історія та адміністративний устрій
Створена 1923 року в складі колоній Дмитрівка, Кука-Гута та Нова Глафірівка Сербівської волості Новоград-Волинського повіту Волинської губернії. 7 березня 1923 року увійшла до складу новоствореного Городницького району Житомирської (згодом — Волинська) округи. Станом на 17 грудня 1926 року в підпорядкуванні значиться кол. Ємільська. 22 лютого 1928 року передана до складу Емільчинського (згодом — Ємільчинський) району Коростенської округи. На 1 жовтня 1941 року колонії Ємільська та Нова Глафірівка не перебувають на обліку населених пунктів.
Станом на 1 вересня 1946 року сільська рада входила до складу Ємільчинського району Житомирської області, на обліку в раді перебували села Дмитрівка та Кука-Гута.
Ліквідована 11 серпня 1954 року, відповідно до указу Президії Верховної ради Української РСР «Про укрупнення сільських рад по Житомирській області», територію та населені пункти приєднано до складу Засимівської сільської ради Ємільчинського району Житомирської області.